# Rhamphomyia tristriolata
Rhamphomyia tristriolata är en tvåvingeart som beskrevs av Maksymilian Nowicki 1868. Rhamphomyia tristriolata ingår i släktet Rhamphomyia och familjen dansflugor. Inga underarter finns listade i Catalogue of Life.